# Beyne-Heusay
Beyne-Heusay (en való Binne-Heuzea) és un municipi belga de la província de Lieja a la regió valona. Està format pels antics municipis de Bellaire, Beyne-Heusay, Queue-du-Bois, i Moulins-sous-Fléron (que formava part de Fléron).

## Galeria d'imatges

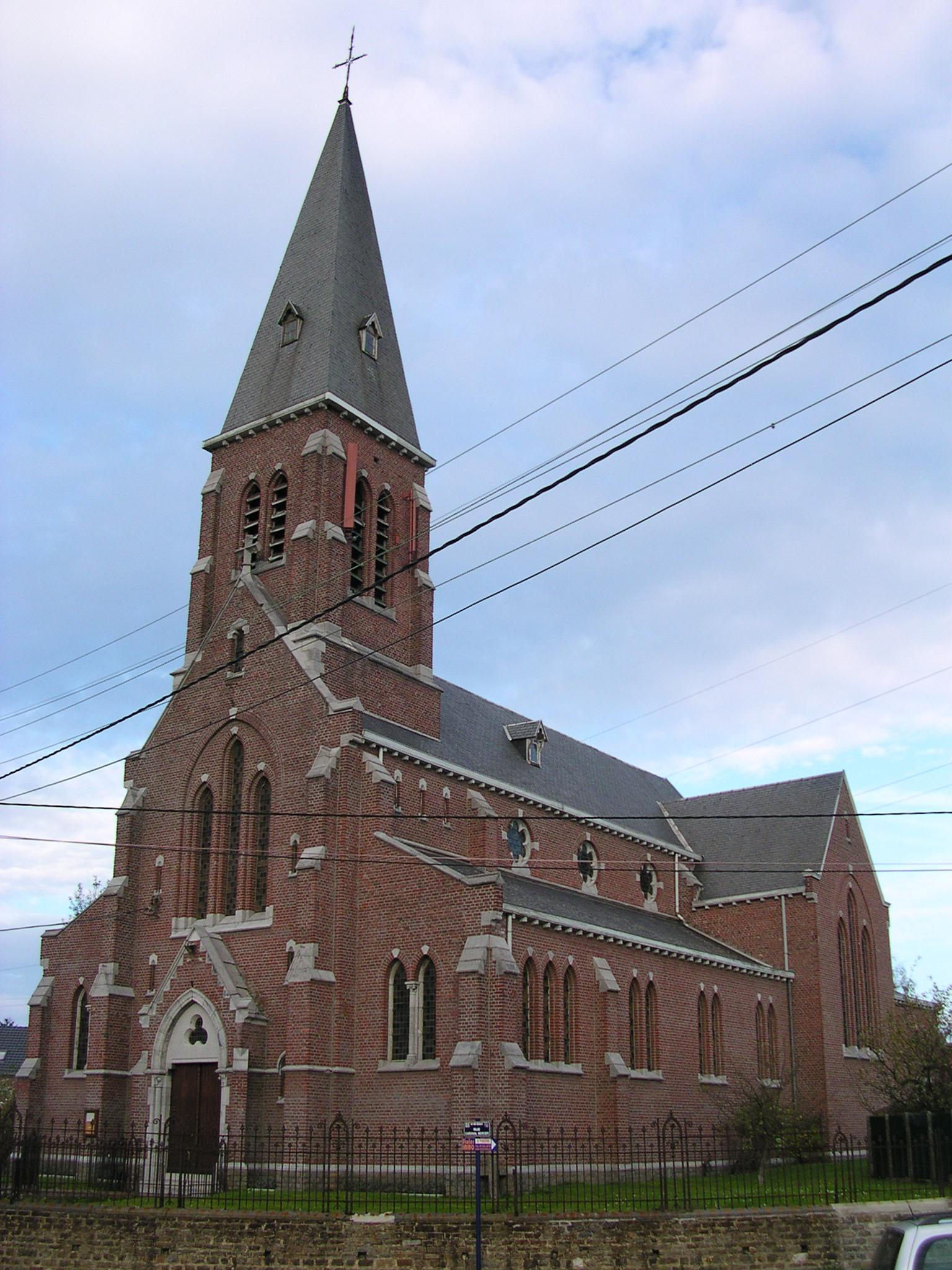
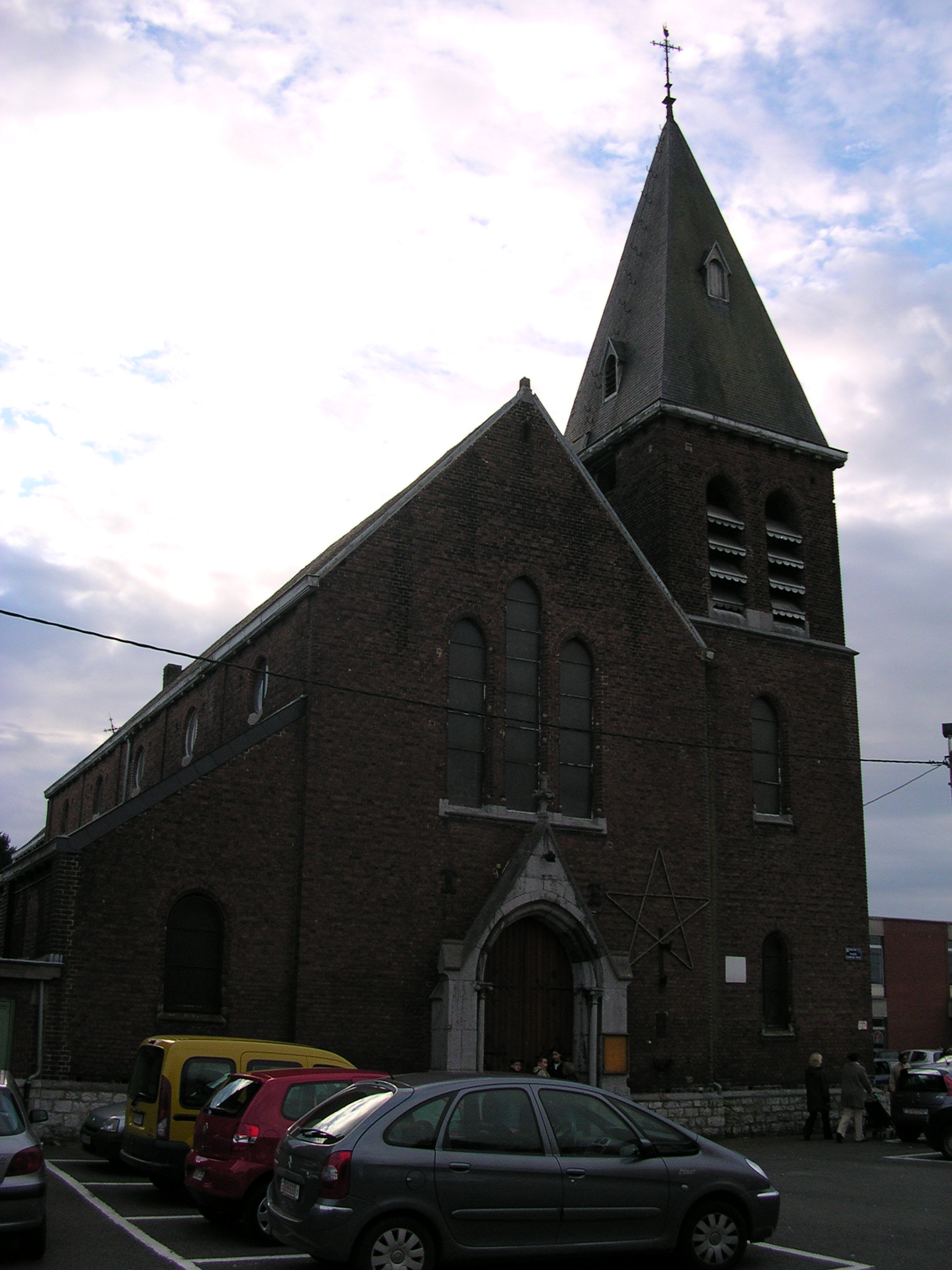
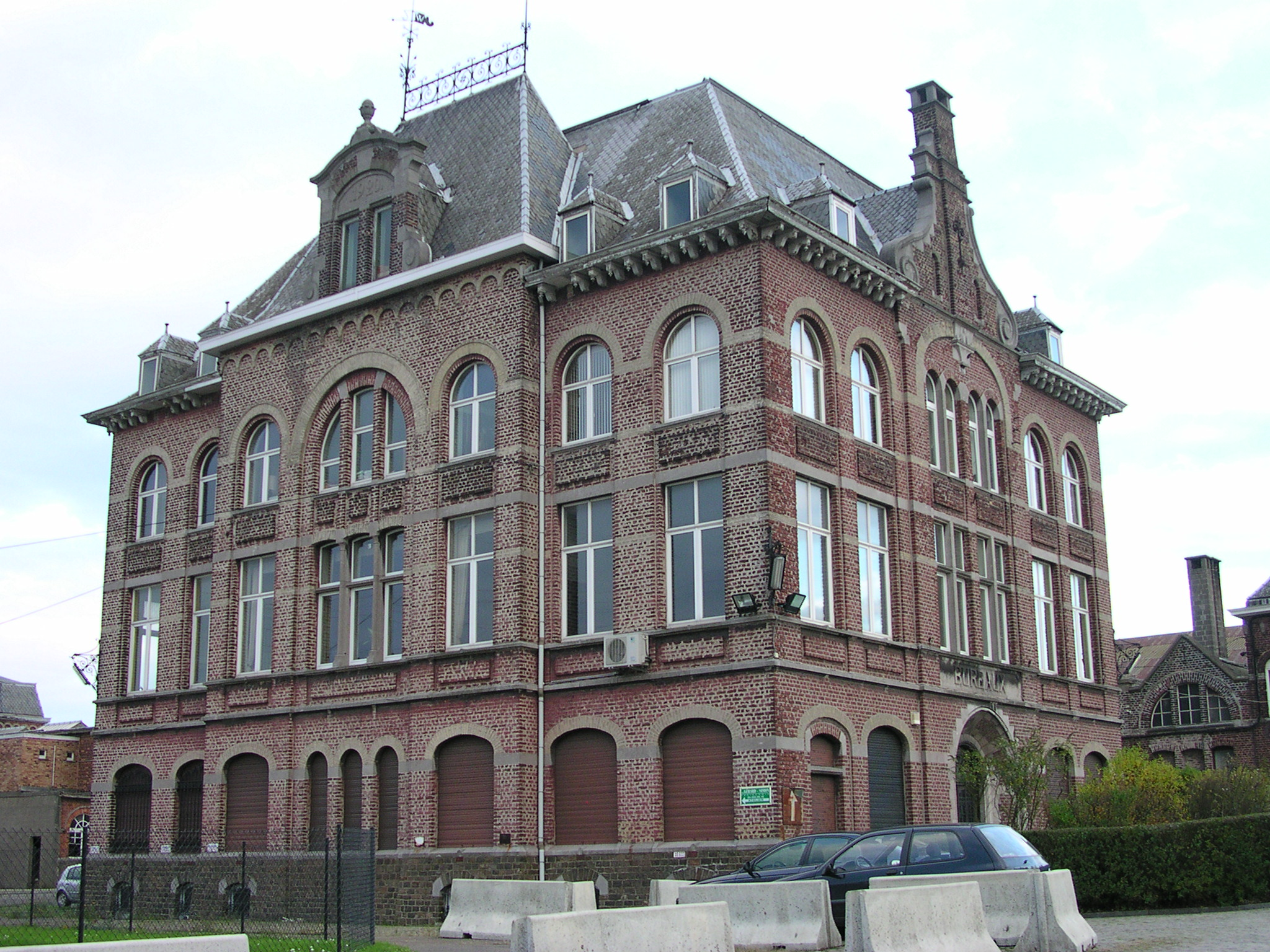